# Jan van Heel
Johannes Jacobus (Jan) van Heel (Rotterdam, 27 juli 1898 – Den Haag, 5 oktober 1990) was een Nederlandse schilder.

## Leven en werk
Van Heel volgde een opleiding tot onderwijzer en was tot 1925 in Rotterdam in het onderwijs werkzaam. Hij bezocht tot 1925 de avondopleiding van de Rotterdamse Academie van Beeldende Kunsten en Technische Wetenschappen bij onder anderen David Bautz, Johannes Gerardus Heijberg, Alexander van Maasdijk, Frederik Nachtweh en Herman Mees en behaalde zijn akte Tekenen M.O. In 1926 verhuisde hij naar Den Haag, waar hij een aanstelling kreeg als tekenleraar, eerst aan een lagere school en later aan een Mulo. In 1941 maakte hij muurschilderingen voor de Openbare Leeszaal in Den Haag. Na de Tweede Wereldoorlog woonde en werkte hij van 1945 tot 1946 in het atelier van Wim Sinemus in Parijs.
In 1946 kreeg hij een aanstelling tot docent aan het Haagse Johan de Witt Lyceum, waar hij tot 1968 zou blijven. Hij hield daar zijn atelier evenwel aan tot 1983. Van 1947 tot 1954 was hij eveneens docent aan de Vrije Academie, waar hij onder anderen les gaf aan Dick Loef.
Hij was lid van Pulchri Studio en in 1928 een van de oprichters van De Werkers met onder anderen Rein Drayer, Albert Termote en Piet Bulthuis. In 1936 was hij medeoprichter van de kunstenaarsgroep De Groep In 1951 stichtte hij met Haagse kunstenaars (onder anderen Herman Berserik, Co Westerik, Willem Hussem en Jaap Nanninga) de groep Verve op en in 1960 de groep Fugare.
Zijn werk wordt gerekend tot de Nieuwe Haagse School. De thema's waarmee Van Heel bekendheid genoot waren de clown en, na een eerste bezoek aan Spanje, vooral de Spaanse aarde, die zich onbehouwen en onaangetast toonde. In zijn werk deden andere kleuren hun intrede: "verzadigd bruin, gloedvol rood, brandende okers, verzwegen groen".
Van Heel ontwierp in 1956 voor de PTT met Harry Disberg en P. Wetselaar de serie postzegels voor de Olympische Zomerspelen in Melbourne.
Van Heel was actief in besturen, advies-, aankoop- en examencommissies en jury's. Zo was hij lid van de selectiecommissies voor de Nederlandse inzending van de Biënnale van Venetië (1954, 1960, 1962 en 1964) en de Biënnale van Parijs (1959, 1961 en 1963).
Hij werd in 1959 benoemd tot ridder en in 1968 tot officier in de Orde van Oranje-Nassau.

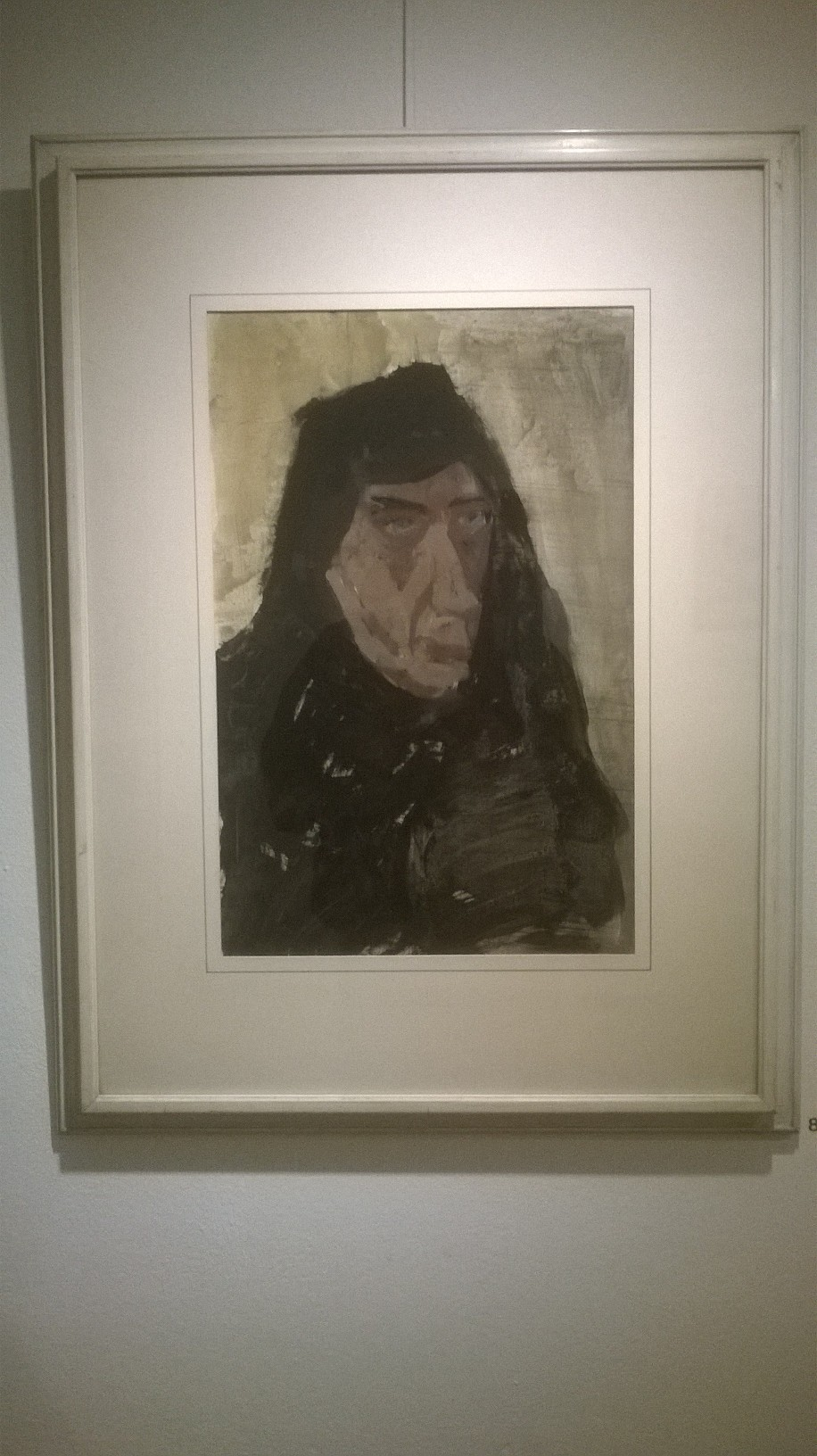
Schilderij van Jan van Heel in Museum Maassluis

## Prijzen en exposities (selectie)
- 1950 : Voorjaarsprijs van de Haagse Kunstkring
- 1953 : Salomé-prijs
- 1954 : Jacob Marisprijs
- 1956 : Werken van 1935-1956, Stedelijk Museum Schiedam
- 1957 : Gemeentemuseum Den Haag
- 1959 : Jacob Hartogprijs
- 1958 : Overzichtstentoonstelling in Museum Boijmans Van Beuningen in Rotterdam
- 1964 : Pictura in Groningen
- 1964 : Talensprijs
- 1965 : Jacon Maris oeuvreprijs
- 1965 : Eretentoonstelling Gemeentemuseum Den Haag
- 1988 : Van Ommeren-de Voogt oeuvreprijs
- 1988 : Eretentoonstelling Pulchri Studio in Den Haag
- 2019 : Van Heel Harderwijk in Stadsmuseum Harderwijk

## Musea
Nog tijdens hun leven hebben Jan van Heel en zijn vrouw Marieke van Heel-Poort meerdere schenkingen gedaan uit hun privécollectie. Een belangrijk deel daarvan is in de jaren 80 van de vorige eeuw geschonken aan de Gemeente Harderwijk. Deze collectie is thans ondergebracht in het Stadsmuseum Harderwijk.
Voorts maakt het werk van Van Heel deel uit van de collecties van Museum Maassluis, Museum Gouda, het Gemeentemuseum Den Haag, het Stedelijk Museum Schiedam, het Stedelijk Museum (Amsterdam), Museum Boijmans van Beuningen, het Van Abbemuseum in Eindhoven, het Centraal Museum in Utrecht en het Rijksmuseum Twenthe in Enschede.